# Temperatura de Boyle

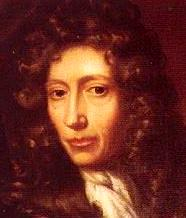
Robert Boyle.

En termodinámica, la temperatura de Boyle, nombrada en honor de Robert Boyle, es aquella temperatura para la cual el segundo coeficiente virial (B2) se vuelve cero. Es decir, B2(T) = 0. Matemáticamente,

{\displaystyle \lim _{p\to 0}\left({\frac {\partial (pV)}{\partial p}}\right)_{T_{B}}=\lim _{p\to 0}\left({\frac {\partial z}{\partial p}}\right)_{T_{B}}=0}

Es un punto donde el gas se comporta más como un gas ideal. Además es el límite de la curva de Boyle.
Si se usa
```
la 
expansión virial
 y termina la aproximación en el segundo término de la serie, el resultado de la temperatura de Boyle se define como la relación de la constante a entre el producto de la 
constante universal de los gases
 por la constante b: 
```

{\displaystyle B(T_{B})=b-{\frac {a}{R\cdot T_{B}}}\approx 0}

también:

{\displaystyle T_{B}={\frac {a}{b\cdot R}}}

| Símbolo             | Nombre                         |
| ------------------- | ------------------------------ |
| {\displaystyle z}   | Factor de compresibilidad      |
| {\displaystyle p}   | Presión                        |
| {\displaystyle V}   | Volumen                        |
| {\displaystyle T}   | Temperatura                    |
| {\displaystyle a,b} | Parámetros Van-der-Waals       |
| {\displaystyle B}   | Segundo coeficiente virial     |
| {\displaystyle R}   | Constante de los gases ideales |

A temperaturas por debajo de la temperatura de Boyle, B(T) es negativo.
- Datos: Q895997